# Трофіменко Роман Миколаєвич
Головний сержант Трофименко Роман Миколайович
Головний сержант І аеромобільного взводу аеромобільної роти І аеромобільного батальйону, 29.05.1978 р.н., прийнятий на військову службу 26.02.2022 року Амур-Нижньодніпровським  РТЦК та СП, відданий Військовій присязі на вірність Українському народу, мужньо виконавши військовий обов'язок, в бою за Україну, ї свободу і незалежність, загинув 01 березня 2023 року в результаті ворожого артилерійського обстрілу в районі міста Бахмут, Бахмутського району Донецької області.